# Asami Keisai

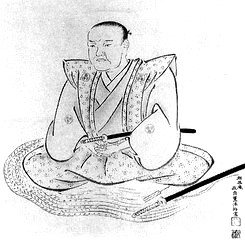
Asami Keisai

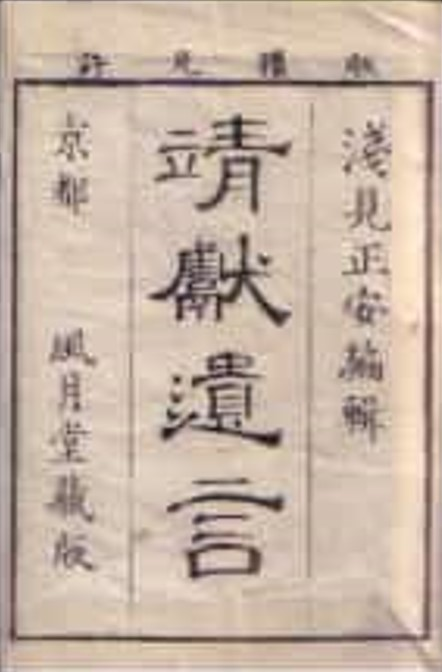
„Seiken igen“

Asami Keisai (japanisch 浅見 絅斎; geboren im Landkreis Takashima der Provinz Ōmi am 15. September 1652; gestorben am 8. Januar 1712) war ein japanischer Gelehrter des Neokonfuzianismus in der mittleren Edo-Zeit.

## Leben und Wirken
Asami Keisai führte die Vornamen Yasumasa (安正) bzw. Shigejirō (重次郎). Keisai war sein „Gō“. Er arbeitete als Arzt, studierte dann in seinen späteren Jahren, es war im Alter von etwa 26 Jahren, in Kyōto unter Yamazaki Ansai und wurde später, zusammen mit Satō Naokata (1650–1719) und Miyake Shōsai (1662–1741), als einer der „Drei Großen Schüler Yamazakis“ (崎門三傑, Sakimon Sanketsu) bezeichnet.
Es gab eine Auseinandersetzung zwischen Yamazaki Ansai und seinen Anhängern, zwischen denen, die dem Shintoismus misstrauten, und jenen, die auf dem dualen Studium von Shintoismus und Konfuzianismus bestanden. Asami versuchte, die Lehre der Cheng-Zhu-Schule zu akzeptieren, aber er legte besonderen Wert darauf, Yamazakis Prinzipien treu zu bleiben. 1687 veröffentlichte 1687 sein Hauptwerk „Seiken Igen“ (靖献遺言) – „Das Vermächtnis des Seiken“ (8 Bände), das er nach vier Jahren Studium fertigstellte. Dieses Buch, zwischen 1684 und 1687 geschrieben, enthält die letzten Schriften und kritischen Biografien von Qu Yuan (340–278 v. Chr.), Zhuge Liang (181–234), Liu Yin (劉 因; 1249–1293), Tao Yuanming (365–427), Yan Zhenqing (顔 真卿; 709–785), Wen Tianxiang (文 天祥; 1236–1283), Xie Fangde (1226–1289) und Fang Xiaoru (1357–1402), und hatte großen Einfluss auf die sogenannten Patrioten am Ende der Edo-Zeit. Weiter veröffentlichte er „Yonjūroku shi ron“ (四十六士論) – „Gedanken zu den 46 Samurai“, die deren Gedanken gut zum Ausdruck brachten.
Asami unterrichtete seine Schüler bis zu seinem Tod im Alter von 59 Jahren. Seine Vorträge wurden von seinen Schülern in einer schriftlichen Aufzeichnung namens „Shisetsu“ (師説) – „Erläuterungen des Meisters“ festgehalten. Er selbst hinterließ Schriften, die Yakusais Theorien weiter ausführten, wie z. B. „Bailu dongshu shishi-shuo“ (白鹿洞掲示師説) – „Erläuterungen des Meisters zur Akademie zur Weißen-Hirsch-Grotte“.